# Andy Rouse
Andy Rouse, född den 2 december 1947 i Dymock, England, är en brittisk före detta racerförare.
Rouse var den ende föraren under British Touring Car Championships första 50 säsonger som vann fyra titlar, vilket skedde år 1975, 1983, 1984 och 1985. I den serien var han speciellt framgångsrik under mitten av 1980-talet.[källa behövs] Han drev även Fords fabriksteam i denna serie mellan 1993 och 1995. De första två åren körde han själv tillsammans med Paul Radisich, innan han avslutade sin karriär som förare efter säsongen 1994.